# Uperoleia trachyderma
Uperoleia trachyderma é uma espécie de anfíbio da família Myobatrachidae, endémica da Austrália. Seus habitats naturais são os campos de gramíneas subtropicais ou tropicais secos de baixa altitude, campos de gramíneas de baixa altitude subtropicais ou tropicais sazonalmente húmidos ou inundados e marismas intermitentes de água doce.